# 新汉普顿 (艾奥瓦州)
新汉普顿（New Hampton）是美国艾奥瓦州奇克索县的城市和县城。 2010年美国人口普查中的人口为3571人。

## 历史
新汉普顿成立于1855年。它以其创立者之一的家乡新英格兰的新汉普顿命名。